# Phraortes (dier)
Phraortes is een geslacht van Phasmatodea uit de familie Phasmatidae. De wetenschappelijke naam van dit geslacht is voor het eerst geldig gepubliceerd in 1875 door Carl Stål.

## Soorten
Het geslacht Phraortes omvat de volgende soorten:
- Phraortes bicolor (Brunner von Wattenwyl, 1907)
- Phraortes biconiferus (Bi, 1993)
- Phraortes bilineatus Chen & He, 1991
- Phraortes brevipes Chen & He, 1992
- Phraortes chinensis (Brunner von Wattenwyl, 1907)
- Phraortes clavicaudatus Chen & He, 2008
- Phraortes confucius (Westwood, 1859)
- Phraortes corniformis Chen & He, 1993
- Phraortes curvicaudatus Bi, 1993
- Phraortes elongatus (Thunberg, 1815)
- Phraortes eurycerca Chen & Xu, 2008
- Phraortes fengkaiensis Chen & Xu, 2008
- Phraortes formosanus Shiraki, 1935
- Phraortes gibba Chen & He, 2008
- Phraortes glabra (Günther, 1940)
- Phraortes gracilis Chen & He, 2008
- Phraortes granulatus Chen & He, 1991
- Phraortes grossa Chen & He, 2008
- Phraortes illepidus (Brunner von Wattenwyl, 1907)
- Phraortes jiangxiensis Chen & Xu, 2008
- Phraortes koyasanensis Shiraki, 1935
- Phraortes kumamotoensis Shiraki, 1935
- Phraortes leishanensis (Bi, 1992)
- Phraortes liannanensis Chen & He, 2008
- Phraortes lianzhouensis Chen & He, 2008
- Phraortes liaoningensis Chen & He, 1991
- Phraortes longshengensis Chen & He, 1989
- Phraortes major Chen & He, 2008
- Phraortes mikado Rehn, 1904
- Phraortes miranda Chen & He, 2008
- Phraortes miyakoensis Shiraki, 1935
- Phraortes moganshanensis Chen & He, 1991
- Phraortes nigricarinatus Chen & He, 1995
- Phraortes paracurvicaudatus Chen & Xu, 2008
- Phraortes similis Chen & He, 1994
- Phraortes speciosus Chen & He, 1992
- Phraortes sphaeroidalis Chen & He, 2008
- Phraortes stomphax (Westwood, 1859)